# Steffanie Borges
Steffanie Reiko Borges (San Francisco, 30 agosto 1961) è una cantautrice e modella statunitense.

## Biografia
Figlia dei cantanti jazz Jimmy Borges e Shizuko Yagi (il primo hawaiano, la seconda giapponese), Steffanie è nata a San Francisco, ma la sua famiglia si trasferì a Honolulu poco dopo la sua nascita.

## Carriera
Negli anni settanta Steffanie lavorò come modella per numerose campagne pubblicitarie giapponesi, televisive e non.
La sua carriera di cantante cominciò nel 1977, con la pubblicazione del singolo Koi no Location/I'm a Lucky Girl (恋のロケーション / アイム・ア・ラッキーガール?), a cui l'anno successivo fecero seguito il secondo singolo Silhouette/Futari no Love Song (シルエット / ふたりのラヴ・ソング?) e l'album Page One (ページ・ワン?). Per queste pubblicazioni usò solo il suo nome proprio, Steffanie (ステファニー?), che poi mantenne per quasi tutte le pubblicazioni soliste. Nel 1982 venne pubblicato il terzo singolo, Eien no Ichibyou (永遠の一秒?), tema principale dell'anime Andromeda Stories, sotto il nome Stevany. Nel 1985 cambiò sia genere che immagine, passando all'hard rock, come dimostrano i singoli Rock the Planet/Every Day (rispettivamente quinta opening e ottava ending dell'anime Lamù) e Born to Be Free/Remember My Love (temi del film Lamù - Remember My Love), e l'album Hideaway, pubblicati quell'anno; l'anno successivo gli fece seguito Pink Noise. Mentre i musicisti che suonarono nelle suddette pubblicazioni erano tutti giapponesi, la band che accompagnò Steffanie nelle esibizioni televisive era composta da musicisti americani, tra cui vi erano i suoi cugini Tony e David Borges, e il suo futuro marito Randy Juergenson.

### Show-Ya
Nel 1991, dopo alcune audizioni, Steffanie diventò la nuova cantante della heavy metal band giapponese Show-Ya, dopo l'abbandono della fondatrice Keiko Terada. Militò nel gruppo per sei anni, usando il suo nome completo, Steffanie Borges. Partecipò al grande concerto di Pyongyang del giugno 1991, e registrò il singolo Flame of the Angels e l'album Touch the Sun. Lasciò la band nel 1997. Quello stesso anno si trasferì a Los Angeles con Randy Juergenson (che nel frattempo aveva sposato). Da allora si è ritirata dalla scena musicale. Attualmente vive a Tarzana, in California.

## Discografia

### Solista
Album
- Page One (1978)
- Hideaway (1985)
- Pink Noise (1986)

Singoli
- Koi no Location/I'm a Lucky Girl (1977)
- Silhouette/Futari no Love Song (1978)
- Eien no Ichibyou (1982)
- Rock the Planet/Every Day (1985)
- Born to Be Free/Remember My Love (1985)
- Hideaway/Survival in the Streets (1985)
- Burnin' Up the Night / Breakout (1986)
- School's Out/Change of Heart (1986)

### Con le Show-Ya
Album
- Touch the Sun (1995)

Singoli
- Flame of the Angels (1992)